# Adrian Zmed
Adrian George Zmed (Chicago, 14 marzo 1954) è un attore statunitense.

## Biografia
Zmed nasce a Chicago, nell'Illinois, il 14 marzo del 1954, ultimogenito dei tre figli di Nicolae Zmed e di Paraschiva Bălan, ambedue immigrati rumeni originari di Comloșu Mare. Ha debuttato nel 1978 come attore in due episodi della famosa serie televisiva Starsky & Hutch. Nel 1982 recita nel film Grease 2, accanto a Michelle Pfeiffer e Maxwell Caulfield, nel ruolo dello sbruffone Johnny Nogerelli. Nel 1984 consolida il suo talento nel film Bachelor Party - Addio al celibato.
Dal 1982 al 1985 partecipa alla serie televisiva T.J.Hooker nei panni del poliziotto Vincent Romano.
Ha recitato anche in diversi musical a Broadway, tra cui Falsettos e Guys and Dolls.
Dopo essere stato sposato con Barbara Fitzner (da quest'ultima ha avuto i figli Dylan e Zach) e con l'attrice Susan Wood, si è risposato nel 2012 con la cantante Lysse Lynne.

## Filmografia

### Cinema
- Grease 2, regia di Patricia Birch (1982)
- Cercate quel bambino (The Final Terror), regia di Andrew Davis (1983)
- Bachelor Party - Addio al celibato (Bachelor Party), regia di Neal Israel (1984)
- Testimone chiave (Eyewitness to Murder), regia di Jag Mundhra (1989)
- The Other Woman, regia di Jag Mundhra (1992)
- Condotta indecente (Improper Conduct), regia di Jag Mundhra (1994)
- Unconditional Love, regia di Steven Rush (1999)
- Little Insects, regia di Gregory Gieras (2000) - voce
- Running from the Shadows, regia di Steven Rush (2000)
- Until Morning, regia di nomeregista (2002)
- Star Wars: Jedi Starfighter – videogioco (2002) - voce
- The Drone Virus, regia di Damon O' Steen (2004)
- Shira: The Vampire Samurai, regia di Jeff Centauri (2005)
- Sex Sells: The Making of 'Touché', regia di Jonathan Liebert (2005)
- The Craving Heart, regia di Stan Harrington (2006)
- Spring Break '83, regia di Mars Callahan e Scott Spiegel (2010)

### Televisione
- Starsky & Hutch – serie TV, 2 episodi (1978)
- Flatbush – serie TV, 6 episodi (1979)
- Angie – serie TV, 2 episodi (1979-1980)
- Goodtime Girls – serie TV, 13 episodi (1980)
- For the Love of It, regia di Adam West - film TV (1980)
- Revenge of the Gray Gang, regia di Gary Nelson - film TV (1981)
- I'm a Big Girl Now – serie TV, 1 episodio (1981)
- Henry e Kip (Bosom Buddies) – serie TV, 1 episodio (1981)
- Glitter – serie TV, 1 episodio (1984)
- Victims for Victims: The Theresa Saldana Story, regia di Karen Arthur - film TV (1984)
- T.J. Hooker – serie TV, 72 episodi (1982-1985)
- Love Boat (The Love Boat) – serie TV, 2 episodi (1985-1986)
- Alfred Hitchcock presenta (Alfred Hitchcock Presents) – serie TV, 1 episodio (1987)
- You Are the Jury – serie TV, 1 episodio (1987)
- Hotel – serie TV, 2 episodi (1986-1987)
- Il cane di papà (Empty Nest) – serie TV, 1 episodio (1988)
- La signora in giallo (Murder, She Wrote) – serie TV, episodio 5x14 (1988)
- Due poliziotti a Palm Beach (Silk Stalkings) – serie TV, 1 episodio (1994)
- The Steve Harvey Show – serie TV, 1 episodio (1998)
- Caroline in the City – serie TV, 1 episodio (1998)
- Tesoro, mi si sono ristretti i ragazzi (Honey, I Shrunk the Kids: The TV Show) – serie TV, 1 episodio (2000)
- Passions – serie TV, 2 episodi (2007)
- Larry the Cable Guy's Christmas Spectacular, regia di C. B. Harding - film TV (2007)

## Doppiatori italiani
- Mauro Gravina in Bachelor Party - Addio al celibato
- Massimo Lodolo in The Drone Virus
- Massimo Rossi in T.J. Hooker
- Massimo Giuliani in Alfred Hitchcock presenta
- Oreste Baldini in La signora in giallo